# The Fame Ball Tour
The Fame Ball Tour —en español: El baile de la fama— es la gira debut de la cantante estadounidense Lady Gaga, que tiene el fin de promocionar su primer álbum de estudio titulado The Fame, lanzado al mercado en 2008. La gira tuvo lugar en Asia, Europa, Norteamérica y Oceanía, los shows de la gira fueron renovados para algunas ciudades, para atender los diferentes escenarios. Cada espectáculo consistía de cuatro segmentos, cada uno seguido por un interludio de vídeo. El repertorio de canciones consistió mayormente del álbum debut de Gaga, The Fame.
Durante la gira, se estrenó una canción inédita, llamada «Future Love». La lista de canciones se alternó con pequeñas modificaciones durante las distintas fechas. Por otro lado, ha tenido una recepción positiva entre los críticos, quienes elogiaron la voz de la cantante, su sentido de la moda y su capacidad para lograr ser teatral como una artista profesional.

## Antecedentes

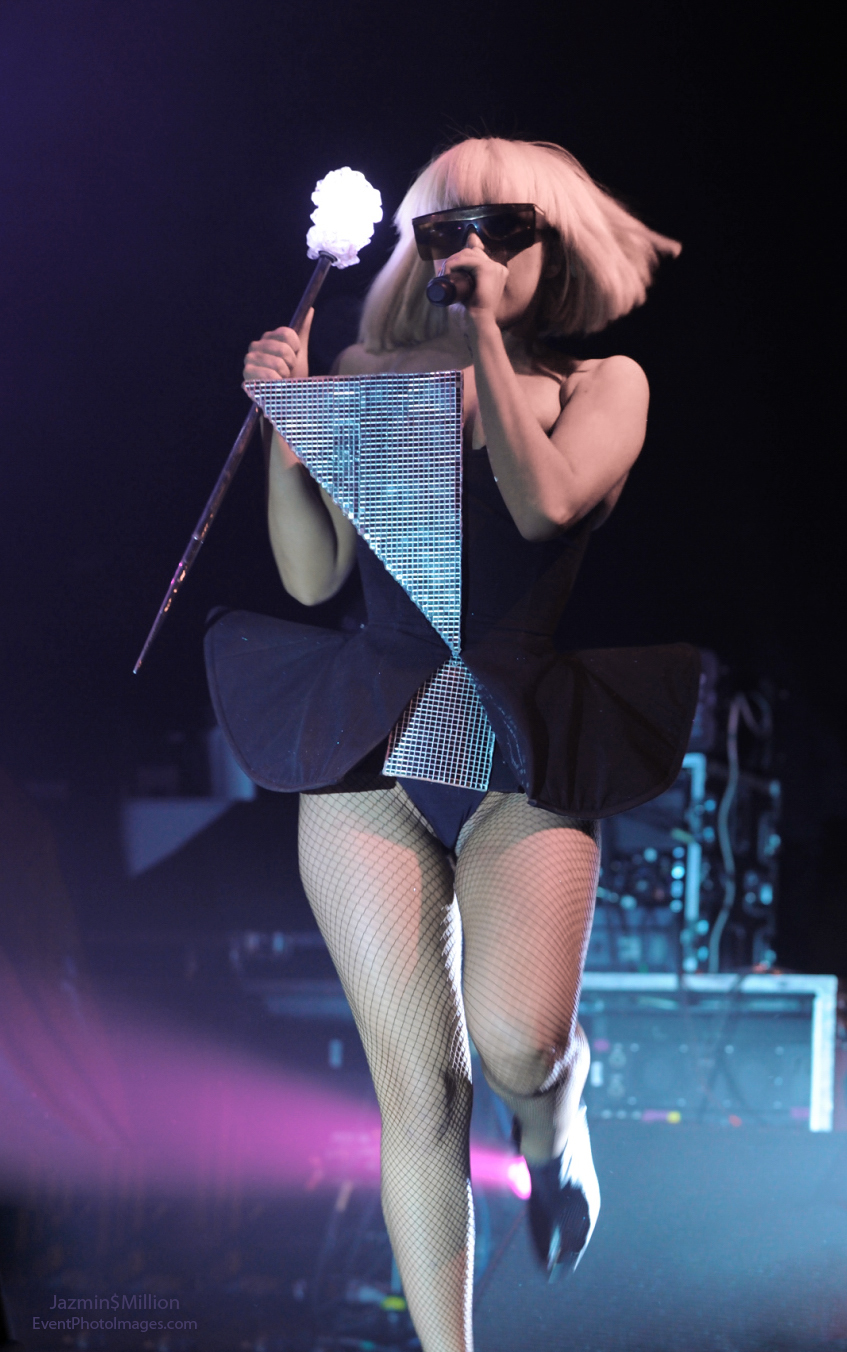
Gaga interpretando «LoveGame».

La gira fue anunciada oficialmente el 12 de enero de 2009, a través de la página MySpace de Gaga. 
La cantante anunció que haría su primera gira como artista principal, ya que solo había participado en actos de apertura en las giras de New Kids On The Block 's New Kids On The Block: Tour Live y de Pussycat Doll' s World Domination Tour. Gaga declaró: «Considero que lo que tengo que hacer para ser una más de Andy Warhol; el arte del performance pop, la moda, tecnología y multimedia, todo esto es una unión». Gaga comenzó a planear la gira mientras estaba con The Pussycat Dolls. En una entrevista con MTV News, describió la gira como:

«Esto no es realmente una gira, es más como un grupo de viajeros. Yo quiero que sea toda una experiencia desde el momento en que entras en la puerta de entrada hasta el momento en que empiezan a cantar. Y cuando todo ha terminado, todo el mundo va a retroceder y revivir a la prensa de nuevo [...] Va a ser como si estuvieras caminando en New York alrededor de 1974. Hay una instalación de arte en el vestíbulo, ver un DJ girar sus discos favoritos en la sala principal, y a continuación, los resultados más inquietantes que he visto en el escenario. [...] Yo estoy en el teléfono cada minuto de cada día, hablando con la gente, para ser creativa, y hacer única la planificación de este tour, y mi mánager esta constantemente diciéndome: "Vamos, tenemos que ir, tenemos que ir ahora mismo", [...] Pero para mí, el baile es tan importante. Quiero dar lo mejor para cada dólar de cada persona en todo el mundo que gasta en mi show para que valga la pena y, sí, estoy pagando mucho por la gira de mi propio bolsillo, pero eso está bien ya que simplemente no me importa el dinero».
Lady Gaga

Lady Gaga interpretando «Paparazzi», la primera canción del repertorio de la gira.

Gaga preparó tres versiones de sus espectáculos para abastecer los diferentes escenarios en donde se presentaría. En una entrevista con Billboard comentó: 

«Estoy mentalizada, sin dormir y excitada por este tour [...] Esto es tan diferente a todo lo que has visto de mí en el último año [...] Esto va a ser, como el orgasmo creativo definitivo para mí, porque yo estoy dispuesta a seguir adelante, no estoy limitada a una cierta estructura para mis shows. No hay limitaciones. Soy libre. Yo quiero tener un calendario claro de las dimensiones de cada evento para que pueda ejecutar adecuadamente toda la tecnología y las cosas visuales
Lady Gaga».

La lista de canciones, consistió en canciones de su álbum debut The Fame, principalmente, pero algunas canciones nuevas como «Fashion», que fue incluida en el disco Confessions of a Shopaholic, y «Future Love», una canción inédita. En mayo, durante una entrevista con el Edmonton Sun, Gaga anunció que la gira continuaría a través de festivales europeos de verano. También declararon los planes para una mayor gira por Norteamérica. Gaga explicó que se suponía que el espectáculo sería más imponente que en la versión anterior. Ella dijo:

«Oh, no tienes ni idea, [...] El tour que estamos a punto de anunciar es como un sueño que tengo que pellizcarme casi todos los días para recordarme a mí misma que está sucediendo».
Lady Gaga

## Sinopsis

La cantante interpretando una versión acústica de «Poker Face» en 2009.

El espectáculo se dividió principalmente en cuatro partes. El principal, se iniciaba con una introducción en vídeo llamado «The Hearth», donde Gaga aparecía como alter ego Candy Warhol. Mientras, la cantante se mostraba proyectada en una pantalla grande ubicada en la parte delantera del escenario, y aparecía vestida con una camisa rosada la cual tenía un corazón. Allí, ella decía: «My name is Lady Gaga and this is my Haus» —en español: «Mi nombre es Lady Gaga y esta es mi Haus»—. A medida que el vídeo finalizaba, se mostraba una cuenta regresiva desde el número diez hasta el uno y a la cantante con unas gafas de sol; al finalizar el conteo, la pantalla se incendia en llamas e instantáneamente aparecía Gaga con un traje negro futurista y un signo de exclamación en su pecho, mientras que sus bailarines la rodean con piezas triangulares adornadas con espejos.
El DJ Space Cowboy presenta una mezcla futurista y de repente aparece Gaga desde el centro de los triángulos con espejos para interpretar «Paparazzi» y abrir el show. Seguidamente la cantante va a la parte delantera del escenario para interpretar un remix de «Starstruck» y «LoveGame», mientras interpreta «LoveGame» sus bailarines le entregan un bastón con luces apodado Disco Stick. Luego ella dice «Travelled the whole world, and when I come home, I can still smell the stench of greed» y comienza a sonar «Beautiful, Dirty, Rich» para cerrar la primera parte. Unos minutos después aparece otra pantalla con un vídeo llamado «The Brain» que muestra a Lady Gaga nuevamente como alter ego de Candy Warhol cepillándose el cabello. Después del extenso vídeo aparece Lady Gaga vestida con un vestido blanco y negro con puntas altas en los hombros y símbolos con forma de rayo. A continuación empieza a sonar «Money Honey», seguido de una presentación de las canciones «Eh, Eh (Nothing Else I Can Say)» y «The Fame».
Gaga deja el escenario para aparecer después con un vestido completamente hecho de burbujas de plástico. Se sienta en un piano hecho de cristal y empieza a cantar «Future Love», seguidamente de una versión acústica de «Poker Face». Tras terminar la presentación Lady Gaga desaparece para luego reaparecer con un tutu color amarillo con puntas en los hombros. El telón de fondo cambia para mostrar luces parpadeantes de discoteca y a Lady Gaga con sus gafas de sol de vídeo que muestran un texto que dice «Pop music will never be low brow». Y así da inicio a un remix de «Just Dance», acompañada de sus bailarines, Lady Gaga baila «Boys Boys Boys» y cierra el show con la versión original de «Poker Face», vestida de leopardo en algunos espectáculos renovados de la gira, mientras que en otros aparece con un vestido adornado de cristales con un gorro de almirante y unos guantes.

## Recepción

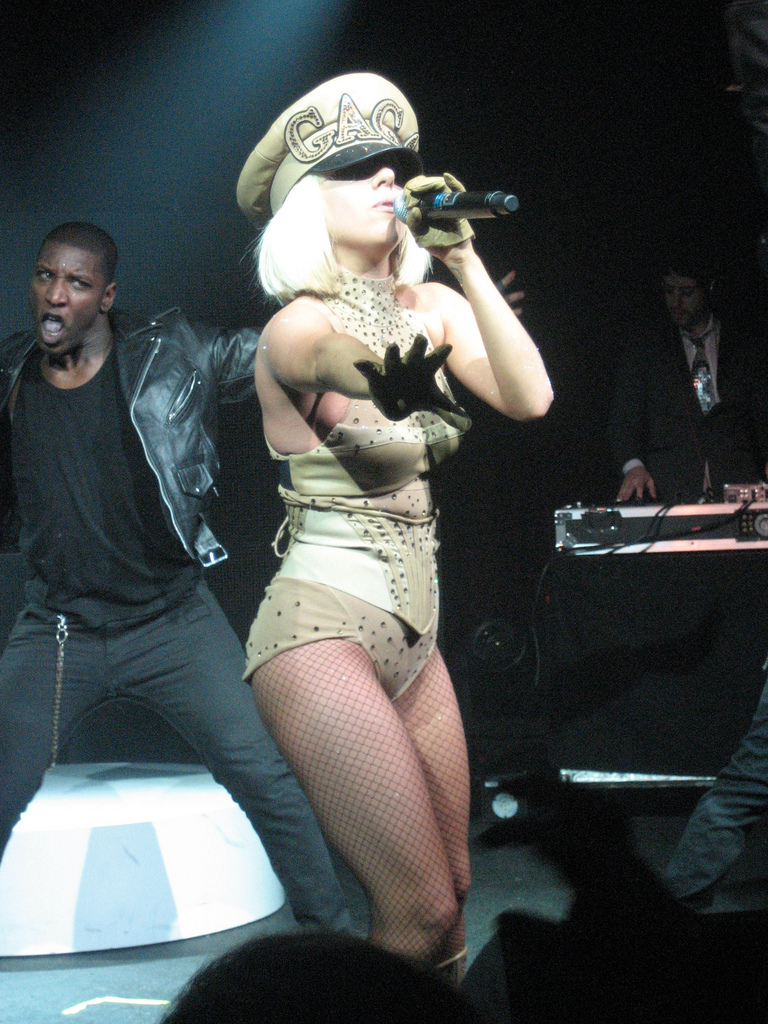
Lady Gaga interpretando la versión original «Poker Face» en The Fame Ball Tour.

Lady Gaga interpretando «Just Dance» durante The Fame Ball Tour en 2009.

Whitney Pastorek de Entertainment Weekly hizo una crítica agridulce a la gira comentando que «su escenario de bromas a veces era un poco tonto y sus efectos visuales en ocasiones carecen de tema coherente, pero su voz era fuerte y refrescante sin voz autoritaria de seguimiento para todas sus bravatas arrogante, quizás el aspecto más indiscutible del talento de Gaga es el siguiente: "La niña puede, y lo hace, cantar". El espectáculo fue descrito como una "experimentación de sastrería que hizo ver a Rocky Horror como un cotillón. Y en algún lugar, sin duda, Andy Warhol se agita en su tumba"». Sheri Linden de Yahoo! dio una crítica positiva a la gira diciendo: «El primer tour de Lady Gaga es un espectáculo destacado y no defraudó los préstamos de Madonna, Grace Jones, David Bowie y Daryl Hannah». Christopher Muther de The Boston Globe revisó la gira en el House of Blues y dijo: 

«La combinación de la canción y el espectáculo se alinean perfectamente. Sus canciones fueron entregadas por una mujer que es claramente inteligente y talentosa».
Christopher Muther

Andy Downing de Chicago Tribune estaba impresionado por el espectáculo en el House of Blues y comentó al respecto «el trabajo está dando sus frutos. Apenas unas semanas en su primera gira por el país como cabeza de cartel, de 22 años de edad Nueva York [...] Ella ordena el escenario como una profesional con experiencia». Jill Menze de Billboard dio una opinión positiva a la gira y felicitó distintas canciones como «Just Dance», «LoveGame», «Poker Face», «Boys, Boys, Boys» y declaró que estaba obsesionado con «Paparazzi». El revisor también dijo «que debido a su éxito, Lady Gaga se ha mostrado así misma como una diva más del pop. Cavar más profundo, y está claro que es versátil y con talento suficiente como para tener poder de permanencia». Mikel The Wood de la revista Rolling Stones también le dio una crítica positiva diciendo: «La lengua en la mejilla del tabloide numerito, una víctima que ofrece algunas risas en la fama creció como algo pesado en el Wiltern, especialmente cuando ella comenzó a arrojar a medias a los medios de comunicación sin sentido, como los estudios, "algunos dicen que Lady Gaga es una mentira, y tienen razón: yo soy una mentira, y cada día me matan para que sea cierto". Afortunadamente, se trata de una mujer que sabe cómo aligerar un estado de ánimo: A los 10 minutos más o menos, se había puesto una malla de color carne y una gorra de almirante con el diablo y dice la rima "los niños en los coches" con "nosotros compramos las bebidas en los bares». El 13 de marzo de 2009, Gaga se presentó con una placa de la Asociación de la Industria Discográfica de Estados Unidos conmemorando las tres millones de ventas de su primer sencillo «Just Dance», durante su actuación en el Teatro Wiltern. Este espectáculo contó también con el rapero Kanye West. Craig Rosen de The Hollywood Reporter dijo que: «Lady Gaga mostró que es una seria aspirante a la corona de Madonna el viernes en el Wiltern. Podría ser una recién llegada, pero la artista nacida como Stefani Joanne Germanotta ordenó el escenario con un aire de realeza durante su set de una hora de duración, a veces incluso luciendo un cetro brillante».

## Actos de apertura
- The White Tie Affair (América del Norte)[17]
- Chester French (América del Norte)[17]
- Cinema Bizarre (América del Norte)[18]
- Hyper Crush (América del Norte)[19]
- Gary Go (Gran Bretaña)[17]

## Lista de canciones
| Lista original |
| --- |
| 1. The Heart (Introducción — contiene elementos de «LoveGame» y «Paper Gangsta») 2. «Paparazzi» 3. «LoveGame» (contiene elementos de las primeras líneas de «Starstruck») 4. «Beautiful, Dirty, Rich» 5. The Brain (Interludio — contiene elementos de «LoveGame» y «The Fame») 6. «Money Honey» 7. «Eh, Eh (Nothing Else I Can Say)» 8. «The Fame» 9. DJ Space Cowboy (Interludio) 10. «Poker Face» (Versión acústica) 11. «Future Love» 12. The Face (Interludio — contiene elementos de «Just Dance») 13. «Just Dance» 14. «Boys, Boys, Boys» 15. «Poker Face» |

| Lista renovada |
| --- |
| 1. The Heart (Introducción — contiene elementos de «LoveGame» y «Paper Gangsta») 2. «Paparazzi» 3. «LoveGame» (contiene elementos de las primeras líneas de «Starstruck») 4. «Beautiful, Dirty, Rich» 5. The Brain (Interludio — contiene elementos de «LoveGame» y «The Fame») 6. «The Fame» 7. «Money Honey» 8. «Boys, Boys, Boys» 9. The Face (Interludio — contiene elementos de «Just Dance») 10. «Just Dance» 11. «Eh, Eh (Nothing Else I Can Say)» (contiene elementos de «Starstruck») 12. Band Introduction (Interludio) 13. «Brown Eyes» 14. «Poker Face» (Versión acústica) 15. «Poker Face» |

## Fechas de la gira
| América del Norte                |                  |                    |                                           |
| 12 de marzo de 2009              | San Diego        | Estados Unidos     | House of Blues                            |
| 13 de marzo de 2009              | Los Ángeles      | Estados Unidos     | Wiltern Theatre                           |
| 14 de marzo de 2009              | San Francisco    | Estados Unidos     | Mezzanine                                 |
| 16 de marzo de 2009              | Seattle          | Estados Unidos     | Showbox at the Market                     |
| 17 de marzo de 2009              | Portland         | Estados Unidos     | Wonder Ballroom                           |
| 18 de marzo de 2009              | Vancouver        | Canadá             | Commodore Ballroom                        |
| 21 de marzo de 2009              | Denver           | Estados Unidos     | Gothic Theater                            |
| 23 de marzo de 2009              | Minneapolis      | Estados Unidos     | Fine Line Music Cafe                      |
| 24 de marzo de 2009              | Chicago          | Estados Unidos     | House of Blues                            |
| 25 de marzo de 2009              | Royal Oak        | Estados Unidos     | Royal Oak Music Theatre                   |
| 26 de marzo de 2009              | Kitchener        | Canadá             | Elements Nightclub                        |
| 27 de marzo de 2009              | Ottawa           | Canadá             | Bronson Centre                            |
| 28 de marzo de 2009              | Montreal         | Canadá             | Metropolis                                |
| 30 de marzo de 2009              | Boston           | Estados Unidos     | House of Blues                            |
| 31 de marzo de 2009              | Nueva York       | Estados Unidos     | Terminal 5                                |
| 1 de abril de 2009               | Filadelfia       | Estados Unidos     | Electric Factory                          |
| 2 de abril de 2009               | Washington D. C. | Estados Unidos     | 9:30 Club                                 |
| 3 de abril de 2009               | Richmond         | Estados Unidos     | Toad's Place                              |
| 6 de abril de 2009               | Orlando          | Estados Unidos     | House of Blues                            |
| 7 de abril de 2009               | Tampa            | Estados Unidos     | The Ritz Ybor                             |
| 8 de abril de 2009               | Fort Lauderdale  | Estados Unidos     | Revolution                                |
| 9 de abril de 2009               | Atlanta          | Estados Unidos     | Center Stage                              |
| 11 de abril de 2009              | Palm Springs     | Estados Unidos     | Palm Springs Convention Center            |
| Europa                           |                  |                    |                                           |
| 25 de abril de 2009              | Moscú            | Rusia              | Famous Club                               |
| América del Norte                |                  |                    |                                           |
| 1 de mayo de 2009                | Filadelfia       | Estados Unidos     | Electric Factory                          |
| 2 de mayo de 2009                | Nueva York       | Estados Unidos     | Terminal 5                                |
| Oceanía (con The Pussycat Dolls) |                  |                    |                                           |
| 16 de mayo de 2009               | Auckland         | Nueva Zelanda      | Vector Arena                              |
| 19 de mayo de 2009               | Brisbane         | Australia          | Brisbane Entertainment Centre             |
| 22 de mayo de 2009               | Sídney           | Australia          | Acer Arena                                |
| 23 de mayo de 2009               | Sídney           | Australia          | Acer Arena                                |
| 26 de mayo de 2009               | Melbourne        | Australia          | Rod Laver Arena                           |
| 27 de mayo de 2009               | Melbourne        | Australia          | Rod Laver Arena                           |
| 28 de mayo de 2009               | Adelaide         | Australia          | Adelaide Entertainment Centre             |
| 30 de mayo de 2009               | Perth            | Australia          | Burswood Dome / Theatre                   |
| América del Norte                |                  |                    |                                           |
| 19 de junio de 2009              | Toronto          | Canadá             | Kool Haus                                 |
| Europa                           |                  |                    |                                           |
| 26 de junio de 2009              | Pilton           | Inglaterra         | Glastonbury Festival                      |
| 29 de junio de 2009              | Manchester       | Inglaterra         | Manchester Academy                        |
| 1 de julio de 2009               | Cork             | Irlanda            | The Marquee                               |
| 3 de julio de 2009               | Werchter         | Bélgica            | Rock Werchter Festival                    |
| 4 de julio de 2009               | Londrés          | Inglaterra         | Wembley Stadium (acompañando a Take That) |
| 5 de julio de 2009               | Londrés          | Inglaterra         | Wembley Stadium (acompañando a Take That) |
| 8 de julio de 2009               | La Valeta        | Malta              | Fosos Square                              |
| 9 de julio de 2009               | París            | Francia            | L'Olympia                                 |
| 11 de julio de 2009              | Kinross          | Escocia            | T in the Park Festival                    |
| 12 de julio de 2009              | Naas             | Bandera de Irlanda | Oxegen Festival                           |
| 13 de julio de 2009              | Manchester       | Inglaterra         | Manchester Apollo                         |
| 14 de julio de 2009              | Londrés          | Inglaterra         | O2 Academy Brixton                        |
| 16 de julio de 2009              | Múnich           | Alemania           | Zenith                                    |
| 17 de julio de 2009              | Colonia          | Alemania           | Palladium                                 |
| 18 de julio de 2009              | Berlín           | Alemania           | Columbiahalle                             |
| 20 de julio de 2009              | Ámsterdam        | Países Bajos       | Melkweg                                   |
| 21 de julio de 2009              | Zúrich           | Suiza              | Maag Event Hall                           |
| 22 de julio de 2009              | Viena            | Austria            | Gasometer                                 |
| 24 de julio de 2009              | Ibiza            | España             | Wonderland Eden                           |
| 25 de julio de 2009              | Ámsterdam        | Países Bajos       | Paradiso                                  |
| 26 de julio de 2009              | Hamburgo         | Alemania           | Stadtpark Freilichtbühne                  |
| 28 de julio de 2009              | Helsinki         | Finlandia          | Kulttuuritalo                             |
| 30 de julio de 2009              | Oslo             | Noruega            | Sentrum Scene                             |
| 31 de julio de 2009              | Copenhague       | Dinamarca          | K.B. Hallen                               |
| 1 de agosto de 2009              | Östersund        | Suecia             | Storsjöyran                               |
| 2 de agosto de 2009              | Estocolmo        | Suecia             | Gröna Lund                                |
| Asia                             |                  |                    |                                           |
| 7 de agosto de 2009              | Osaka            | Japón              | Summer Sonic                              |
| 8 de agosto de 2009              | Osaka            | Japón              | Summer Sonic                              |
| 9 de agosto de 2009              | Seúl             | Corea del Sur      | Olympic Hall                              |
| 11 de agosto de 2009             | Gran Manila      | Filipinas          | Araneta Coliseum                          |
| 12 de agosto de 2009             | Singapur         | Singapur           | Fort Canning Park                         |
| 15 de agosto de 2009             | Macao            | Macao              | Venetian Arena                            |
| 19 de agosto de 2009             | Tel Aviv         | Israel             | Trade Fairs & Convention Center           |
| Europa                           |                  |                    |                                           |
| 22 de agosto de 2009             | Staffordshire    | Inglaterra         | Weston Park                               |
| 23 de agosto de 2009             | Chelmsford       | Inglaterra         | V fest                                    |
| América del Norte                |                  |                    |                                           |
| 28 de septiembre de 2009         | Richmond         | Estados Unidos     | Landmark Theater                          |
| 29 de septiembre de 2009         | Washington D.C   | Estados Unidos     | DAR Constitution Hall                     |

## Recaudaciones
- La lista que se muestra a continuación, es una lista de las recaudaciones que tuvo The Fame Ball Tour en algunas ciudades de Estados Unidos y Canadá.

| Lugar                   | Ciudad           | País           | Entradas vendidas/disponibles | Recaudación |
| ----------------------- | ---------------- | -------------- | ----------------------------- | ----------- |
| Wiltern Theatre         | Los Ángeles      | Estados Unidos | 2,700 / 2,700 (100%)          | $52.904     |
| Metropolis              | Montreal         | Canadá         | 2,255 / 2,255(100%)           | $50.387     |
| Royal Oak Music Theater | Royal Oak        | Estados Unidos | 1,700 / 1,700(100%)           | $34,000     |
| Gothic Theater          | Englewood        | Estados Unidos | 1,088 / 1,088(100%)           | $20,000     |
| House of Blues          | San Diego        | Estados Unidos | 1,000 / 1,000(100%)           | $18,500     |
| The Ritz Ybor           | Tampa            | Estados Unidos | 1,545 / 1,560(99%)            | $31,065     |
| DAR Constitution Hall   | Washington D. C. | Estados Unidos | 3,500 / 3,500(100%)           | $141,004    |
| Total                   | Total            | Total          | 13,788 / 13,803 (99.8%)       | $347,862    |